# Pak To-chun
Pak To-chun (* 9. März 1944 in Rangrim-gun, Chagang-do) ein nordkoreanischer Politiker der Partei der Arbeit Koreas (PdAK), der zurzeit Kandidat des Politbüros des Zentralkomitees (ZK) der PdAK, Sekretär des ZK der PdAK für die Rüstungsindustrie sowie Mitglied der Nationalen Verteidigungskommission ist. Der frühere Parteisekretär in der Rüstungs- und Maschinenbauindustrie gehört zu den zahlreichen Politikern der zweiten Generation nach der Gründung Nordkoreas, die 2010 in das Zentrum der Macht rückten.

## Leben
Pak To-chun, der 1960 Mitglied der PdAK wurde, absolvierte ein Studium an der Kim-Il-Sung-Parteihochschule und bekleidete zahlreiche Funktionen in der Parteiorganisation in Wirtschaftsproduktionseinheiten wie zum Beispiel als Sekretär und Erster Sekretär in Kombinaten, Verbindungsinstrukteur zur Zentralen Parteiführung sowie als Leiter einer Sektion. 1998 wurde er erstmals zum Deputierten in die Oberste Volksversammlung gewählt und gehört dieser seither an.
Im Juni 2005 wurde Pak Nachfolger des an einem Pankreastumor erkrankten Yon Hyong-muk als Erster Parteisekretär der PdAK in der Provinz Chagang-do. Die Provinz ist Sitz zahlreicher Fabriken und anderer Produktionsstätten im Bereich konventioneller Waffen, militärischer Ausrüstung sowie der Maschinenbauindustrie. Während seiner Amtszeit als Erster Parteisekretär organisierte er zahlreiche Propagandakampagnen wie der „Geist von Kanggye“ oder die „Geschwindigkeit von Huichon“, deren Wirtschaftskombinate als Modelle in der Nachfolge der Ch’ŏllima-Bewegung, dem nordkoreanischen Pendant zur chinesischen Wirtschaftskampagne Großer Sprung nach vorn. Daneben wurden die Beiträge der Provinz in der Entwicklung der CNC-Technologie hervorgehoben. Während seiner Amtszeit als Erster Parteisekretär wurde 2009 auf Weisung von Kim Il-sung auch mit dem Bau des Huichon-Stausees begonnen, um dadurch die Einheit der Koreanischen Volksarmee mit der dritten Generation von Politikern Nordkoreas zu fördern.
Im September 2010 wurde Pak To-chun zum Mitglied des ZK der PdAK, Kandidaten des Politbüros des ZK sowie Sekretär des ZK für die Rüstungsindustrie gewählt. In der zuletzt genannten Funktion folgte er Jon Pyong-ho, der fast 25 Jahre lang eine Schlüsselfigur bei der Entwicklung ballistischer Raketen und Kernwaffen Nordkoreas war. Seit Ende 2010 wuchs sein Einfluss innerhalb der zentralen Parteiführung und er war einer von zwei Zivilpersonen, die Kim Jung-il 2010 auf dessen letzten Feldinspektion bei der Volksarmee begleiteten. Am 7. April 2011 wurde Pak schließlich zum Mitglied der Nationalen Verteidigungskommission gewählt und folgte auch in dieser Funktion ebenfalls Jon Pyong-ho.